# Raymond Baudin
Raymond Baudin, né le 23 janvier 1898 à Paris et mort le 3 juin 1982 à Fleury-Mérogis, est un homme politique français. Membre du Parti communiste français, il a été maire de L'Haÿ-les-Roses, conseiller général et sénateur de la Seine.

## Biographie
Issu d'une famille modeste du 13e arrondissement de Paris, Raymond Baudin devient ouvrier cimentier. Il adhère aux Jeunesses socialistes dès janvier 1914. Mobilisé dans l’infanterie en avril 1917, il est libéré au début de l’année 1920.
Lors du congrès de Tours en décembre 1920, il adhère au Parti communiste et s'installe à cette époque à L'Haÿ-les-Roses. En 1931, il devient secrétaire permanent du Secours rouge international avec Jean Chauvet et André Mercier .
Après la victoire de la liste communiste aux élections municipales de L'Haÿ-les-Roses en 1935, Raymond Baudin accède à la fonction de maire. En septembre 1939, il est mobilisé tandis que le conseil municipal est suspendu par arrêté préfectoral. Raymond Baudin est déchu de son mandat le 15 février 1940 et arrêté le 6 mars 1940 par la Sûreté nationale pour « fabrication et distribution de tracts antinationaux ». Il passe en procès et est acquitté en décembre 1940, mais reste sous surveillance. Considérant qu'« il n’a rien changé de ses opinions extrémistes », la police vichyste l'arrête, l'emprisonne à Angers puis il est envoyé au camp allemand de Royallieu (Compiègne), d'où il est déporté au camp de concentration de Buchenwald par le convoi du 2 septembre 1943. Il est libéré le 11 avril 1945.
Après son retour en France, Raymond Baudin est réélu conseiller municipal communiste de L’Haÿ-les-Roses le 13 mai 1945 et conserve son mandat jusqu’en 1959. Il exerce à nouveau la fonction de maire de 1945 à 1947 et de 1953 à 1954. Il est conseiller général de la Seine de 1953 à 1955. Élu sénateur de la Seine le 8 juin 1958, il n'est pas réélu aux sénatoriales de 1959, étant placé en treizième position sur la liste.

## Détail des fonctions et des mandats
Mandats locaux
- Maire de L'Haÿ-les-Roses de 1935 à 1940, de 1945 à 1947, de 1953 à 1954.
- Conseiller général de la Seine de mai 1953 à mai 1955.

Mandat parlementaire
- Sénateur de la Seine du 8 juin 1958 au 26 avril 1959.